# Archidiakonat głogowski
Archidiakonat głogowski (łac. archidiaconatus glogoviensis, niem. Archidiakonat Glogau) – jeden z czterech historycznych archidiakonatów diecezji wrocławskiej Kościoła katolickiego.

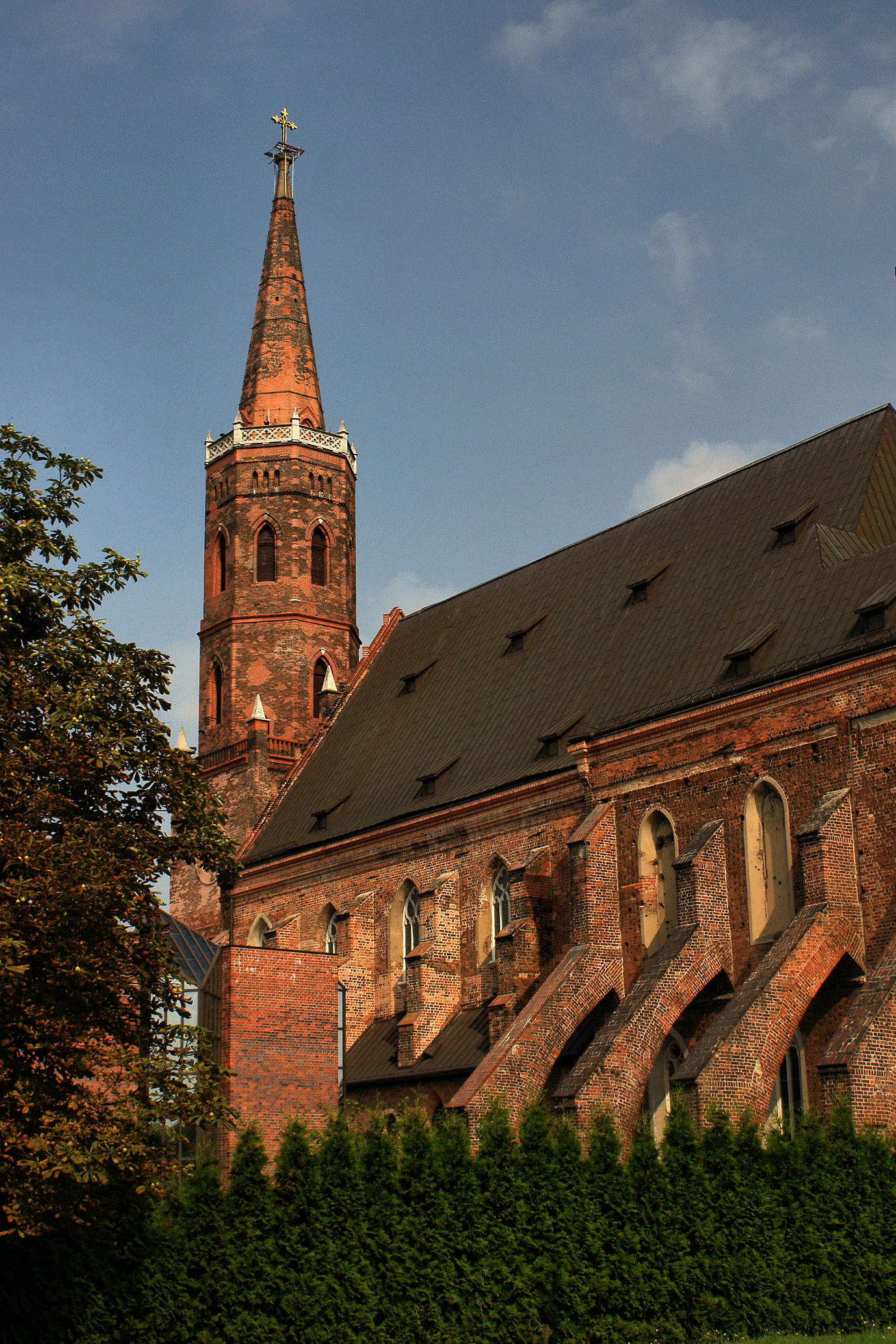
Kolegiata w Głogowie

## Historia
Podział diecezji wrocławskiej na archidiakonaty, a wraz z nim zwyczaj mianowania archidiakonów jako delegatów biskupa, rozpoczął się w XIII wieku. W 1200 roku ustanowiono urząd archidiakona wrocławskiego, z kolei w roku 1228 erygowano archidiakonat z siedzibą w Głogowie. Kolejne dwa ustanowiono w Opolu i Legnicy. Obszar archidiakonatów pokrywał się generalnie z terytoriami księstw. Według dokumentu z 1399 roku archidiakonat głogowski obejmował dziesięć archiprezbiteratów (dekanatów): głogowski, polkowicki, ścinawski, górowski, wołowski, kożuchowski, zielonogórski, krośnieński, żagański i bolesławiecki. Archidiakon zasiadał w gremium kanoników kolegiaty w Głogowie.
Archidiakonat został zniesiony w 1810 roku. Tytuł archidiakona pozostawiono jedynie jako honorowy.